# Heteropelma nigrum
Heteropelma nigrum är en stekelart som beskrevs av Lee och Kim 1983. Heteropelma nigrum ingår i släktet Heteropelma och familjen brokparasitsteklar. Inga underarter finns listade i Catalogue of Life.